# Kuusamo
Kuusamo finn város. Az Oului körzetben helyezkedik el, az Észak-Osztrobotnia régióhoz tartozik. Körülbelül 800 km-re található a finn fővárostól, Helsinkitől.
A város lakossága 16 665 fő (2010-es adat, 5 808,95 km²-es területen helyezkedik el, amiből 830 km²-nyi területet víz borít. A népsűrűség 3 fő/km².
A település egynyelvű, mindenki finnül beszél.
Kuusamóban számos sportversenyt rendeznek, körülbelül egy millió turista látogat ide évenként. Itt rendezik a Síugró Világkupa megnyitó versenyét, és a finn síugróbajnokság középsáncversenyeit; a Sífutó Világkupa megnyitóját és egy nemzetközi biatlonversenyt.
A város egy 250 méter magas fennsíkon fekszik. Kuusamo területén rengeteg domb (finnül: vaara) és kopár hegyoldal (finnül: tunturi) található.
Kuusamojärvi-tó északnyugati részénél húzódó fennsíkon található.
Ami ma látható Kuusamoban, az a második világháború után épült, mivel a város gyakorlatilag megsemmisült a harcok során.

## Híres emberek
- Anssi Koivuranta
- Pirkko Mättä
- Kalevi Oikarainen